# Salvaleón
Salvaleón je španělská obec situovaná v provincii Badajoz (autonomní společenství Extremadura).

## Poloha
Obec je vzdálena 34,5 km od města Jerez de los Caballeros, 53 km od města Badajoz a 77 km od Méridy. Patří do okresu Sierra Suroeste a soudního okresu Jerez de los Caballeros. Obcí prochází silnice EX-112 a národní silnice N-435.

## Historie
V roce 1834 se obec stává součástí soudního okresu Jerez de los Caballeros. V roce 1842 čítala obec 592 usedlostí a 2098 obyvatel.

## Odkazy

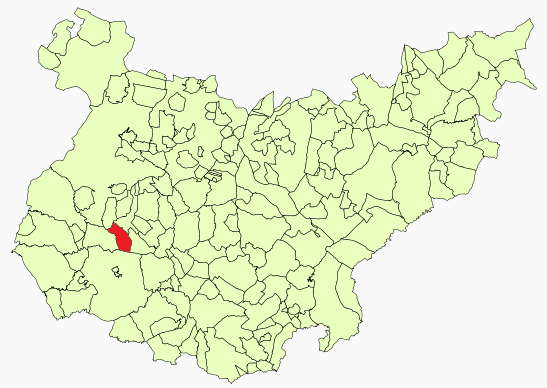
Poloha obce v provincii Badajoz

## Demografie
| Populace obce Salvaleón z let (1842–2010) | Populace obce Salvaleón z let (1842–2010) | Populace obce Salvaleón z let (1842–2010) | Populace obce Salvaleón z let (1842–2010) | Populace obce Salvaleón z let (1842–2010) | Populace obce Salvaleón z let (1842–2010) | Populace obce Salvaleón z let (1842–2010) | Populace obce Salvaleón z let (1842–2010) | Populace obce Salvaleón z let (1842–2010) | Populace obce Salvaleón z let (1842–2010) | Populace obce Salvaleón z let (1842–2010) | Populace obce Salvaleón z let (1842–2010) | Populace obce Salvaleón z let (1842–2010) | Populace obce Salvaleón z let (1842–2010) | Populace obce Salvaleón z let (1842–2010) | Populace obce Salvaleón z let (1842–2010) | Populace obce Salvaleón z let (1842–2010) | Populace obce Salvaleón z let (1842–2010) |
| ----------------------------------------- | ----------------------------------------- | ----------------------------------------- | ----------------------------------------- | ----------------------------------------- | ----------------------------------------- | ----------------------------------------- | ----------------------------------------- | ----------------------------------------- | ----------------------------------------- | ----------------------------------------- | ----------------------------------------- | ----------------------------------------- | ----------------------------------------- | ----------------------------------------- | ----------------------------------------- | ----------------------------------------- | ----------------------------------------- |
| 1842                                      | 1857                                      | 1860                                      | 1877                                      | 1887                                      | 1897                                      | 1900                                      | 1910                                      | 1920                                      | 1930                                      | 1940                                      | 1950                                      | 1960                                      | 1970                                      | 1981                                      | 1991                                      | 2001                                      | 2010                                      |
| 2 098                                     | 2 876                                     | 2 737                                     | 3 083                                     | 3 136                                     | 3 002                                     | 3 135                                     | 3 353                                     | 3 537                                     | 3 679                                     | 3 838                                     | 4 281                                     | 4 012                                     | 3 005                                     | 2 349                                     | 2 122                                     | 2 173                                     | 2 039                                     |